# No Mu-hjon
No Mu-hjon (1. září 1946, Kimhä – 23. května 2009, Jangsan) byl v pořadí 16. prezident Korejské republiky. Do prezidentského úřadu byl uveden 25. února 2003 a ve svých 56 letech se stal nejmladším jihokorejským prezidentem. Svou administrativu nazval „participační vládou“.

## Biografie
Bez absolvování univerzity, jako „samostudent“, se stal ve třiceti letech právníkem a v 80. letech v trestním řízení zastupoval obviněné z držení nelegální literatury, respektive z propagace komunistické a severokorejské ideologie.
Prezident No proslul výrazně populistickým stylem a řadou kontroverzních politických kroků na domácí i mezinárodní scéně. Stal se prvním jihokorejským prezidentem, proti kterému Národní shromáždění zahájilo proceduru tzv. impeachmentu. Ústavní soud sice obvinění v několika bodech shledal jako opodstatněná, ale nikoli tak závažná, aby Noa prezidentského úřadu zbavil.
Poslední měsíce svého života byl vyšetřován v souvislosti s korupcí. Zemřel dne 23. května 2009, poté co spáchal skokem do rokle sebevraždu. Exprezidentův osobní strážce po několika kontroverzních výrocích přiznal, že v době události nebyl v Noově blízkosti. V Noově počítači byl nalezen krátký dopis na rozloučenou, kde se exprezident hluboce, ale nekonkrétně omlouvá všem, kteří kvůli němu trpěli.